# مصر (استان ساسانی)
مصر ساسانی (که در منابع پارسی میانه به صورت اگیپتوس شناخته می‌شود)، اشاره به دوره‌ای کوتاه در تاریخ مصر روم و بخش‌هایی از لیبی دارد که تحت سیطره ساسانیان درآمد. این دوره از ۶۱۸ م. تا ۶۲۸ م. طول کشید. این استان روم در ابتدا در طی محاصره اسکندریه به شاهنشاهی ساسانی پیوست و ایرانیان به تدریج سیطره خود را بر دیگر بخش‌های مصر گسترش دادند. دوره حکومت ساسانیان بر مصر وقتی به پایان رسید که شهربراز با امپراتور بیزانس، هراکلیوس متحد شد، به این صورت که هراکلویس به شهربراز کمک کند تا تخت شاهی ساسانی را تصاحب کند و شهربراز مصر را ترک کند و آن را به بیزانس برگرداند.

## تاریخ
مصر در سال ۶۱۸ م.، توسط رهبر برجسته نظامی ساسانی شهربراز گشوده شد، او این استان را به شهرآلان‌یوزان سپرد. شهرآلان‌یوزان جایگاه کارفرامان-ایدار (پیشکار دربار) را داشت و نیرومندترین ایرانی در مصر بود. او افزون بر فرمانداری مصر، مامور مالیات این استان نیز بود و به احتمال فراوان در فیوم اسکان داشت.
در نوشته‌های فارسی میانه، این کشور با نام آجیپتوس شناخته می‌شود و به اینگونه شناسانده می‌شود: Agiptus būm kē misr-iz xwānēnd 'سرزمین آجویپتوس که مصر نیز میخوانندش. رود نیل، rōd ī nīl نامیده می‌شود. شهرهای فراوانی از کشور نام برده شده‌است، مانند توفیس، کینون، بابل، از جمله برخی دیگر، که تسلیم شدگان ساسانیان را در این سرزمین نشان می‌دهد.
اگرچه مصر در تاخت و تاز ساسانیان آسیب فراوانی دید، ولی پس از بفرجام رسیدن گشایش، «آرامش، روامداری و بازسازی» جایگزین گشت. ساسانیان تلاش نکردند مردم مصر را وادار کنند که از دین خود دست بکشند و به دین زرتشتی بگروند. افزون بر این، ساسانیان ساختار اداری همانند امپراتوری بیزانس را بکارگیری کردند. با این همه، با اینکه از کلیسای مونوفیزیت پشتیبانی می‌کردند ولی کلیسای بیزانس را آزار می‌دادند. قبطی‌ها شرایط را ارزشمند شمردند و بر بسیاری از کلیساهای ارتدوکس چیرگی یافتند.
ایستگاه‌های ساسانی فراوانی در کشور بود که دربردارنده Elephantine , Herakleia , Oxyrhynchus , Kynon , Theodosiopolis , Hermopolis , Antinopolis , Kosson , Lykos , Diospolis و Maximianopolis بود. کار این ایستگاه‌ها گرد آوری مالیات و فراهم کردن سازوبرگ برای ارتش بود.
چندین برگه پاپیروس از گردآوری مالیات از سوی ساسانیان نام می‌برند، که نشان می‌دهد آنها از روش همانند بیزانس برای گردآوری مالیات بهره می‌بردند. پاپیروس دیگری از یک مرد ایرانی و خواهرش نام می‌برد، که نشان می‌دهد برخی خانواده‌ها به همراه سربازان در مصر اسکان داده شده بودند.
در ۶۲۶ م.، شهربراز با پادشاه ساسانی خسرو دوم (۵۹۰–۶۲۸ م.) نبرد کرد و بر او شورید. دانسته نیست شهرآلان‌یوزان از چه کسی پشتیبانی کرده‌است، زیرا در هیچ بن مایه دیگری از او یاد نشده و از شهربراز در جایگاه فرمانروای استان نام برده شده‌است. پس از پایان جنگ شاهنشاهی ساسانی و امپراتوری بیزانس (۶۰۲–۶۲۸)، مصر به بیزانس بازگشت.
اگرچه فرمانروایی ساسانیان در مصر در سنجش با بیزانسی‌ها چندان نبود، ولی برخی از آثار آنها هنوز هم دیده می‌شوند. جشن سال نوی قبطی به نام نیروز، جایی که شهدا و اعتراف‌کنندگان بزرگ داشته می‌شود، از جشن نوروز ایرانیان در سال نو سرچشمه می‌گیرد. یکی دیگر از آیین‌های بزرگداشت برگرفته از ساسانیان، روز صلیب مقدس است که به پیدا شدن صلیبی که عیسی بر آن کشیده شد و بازگشت او به اورشلیم در ۶۲۸ م. در پیوند است. افزون بر این، اثرگذاری ساسانیان بر هنر قبطی نیز آشکار است.

## فهرست فرمانداران
- شهربراز (دوره اول ۶۱۸–۶۲۱)
- شهرآلان‌یوزان (۶۲۱–۶۲۶)
- شهربراز (دوره دوم ۶۲۶–۶۲۸)